# Рабочий отрезок

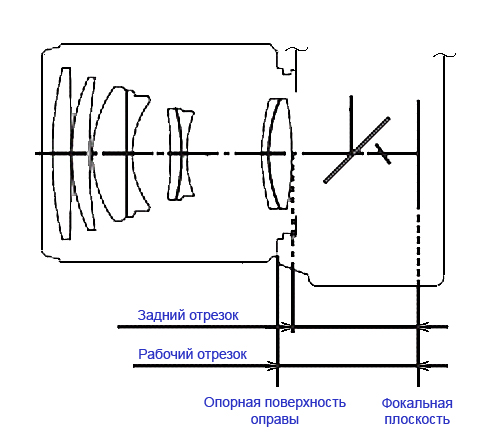

Рабочий отрезок, рабочее расстояние объектива или камеры равны расстоянию от опорной торцевой поверхности оправы
объектива до его главной фокальной плоскости (плоскости фотоматериала или фотоматрицы). Рабочий отрезок камеры и присоединяемого к ней объектива должны быть равны, в противном случае нормальная фокусировка во всём диапазоне расстояний невозможна.

## Фото и кинотехника
Рабочий отрезок объектива должен быть равен рабочему расстоянию камеры, для которой предназначен данный объектив. Относится к важнейшим конструктивным механическим характеристикам объектива (точнее, системы крепления объектива фотокамеры). Рабочий отрезок зависит от типа камеры, так у однообъективных зеркальных фотоаппаратов он больше чем у дальномерных и беззеркальных. Рабочий отрезок связан с понятием задний отрезок, так, объективы с малым задним отрезком не могут нормально использоваться на зеркальных камерах с большим рабочим отрезком.
| Название                       | Рабочий отрезок, мм              | Диаметр, мм                | Размер кадра                    | Тип                                                        | Годы производства                     |
| ------------------------------ | -------------------------------- | -------------------------- | ------------------------------- | ---------------------------------------------------------- | ------------------------------------- |
| Mamiya RB                      | 112,0                            | ?                          | 6×7 см                          | байонет с замком на объективе                              | ?                                     |
| Mamiya RZ                      | 105,0                            | ?                          | 6×7 см                          | байонет с замком на объективе                              | ?                                     |
| Rolleiflex SL66                | 102,8                            | ?                          | 6×6 см                          | байонет                                                    | 1966—1992                             |
| Bronica                        | 101,7                            | 57                         | 6×6 см                          | байонет с многозаходной резьбой                            | ?                                     |
| Pentax 67                      | 84,95                            | ?                          | 6×7 см                          | наружный и внутренний байонет                              | ?                                     |
| Bronica GS1                    | ?                                | ?                          | 6×7 см                          | байонет                                                    | 1983—2002                             |
| Байонет В                      | 82,1                             | 60                         | 6×6 см                          | байонет с трёхзаходной резьбой                             | С 1957 года                           |
| Kowa Six / Super 66            | 79                               | ?                          | 6×6 см                          | накидное кольцо                                            | 1968—1974                             |
| Hasselblad 500/2000            | 74,9                             | ?                          | 6×6 см                          | байонет                                                    | —                                     |
| Байонет Б                      | 74,0                             | 60                         | 6×6 см                          | байонет с накидным кольцом                                 | С 1957 года                           |
| Rolleiflex SLX                 | 74                               | 75                         | 6×6 см                          | четырёхлепестковый байонет                                 | С 1976 года                           |
| Pentax 645                     | 70,87                            | ?                          | 6×4,5 см                        | байонет                                                    | —                                     |
| Mamiya 645                     | 63,3                             | ?                          | 6×4,5 см                        | байонет                                                    | С 1975 года                           |
| Leica Visoflex                 | 62,5                             | ?                          | 24×36 мм                        | байонет                                                    | 1935—1984                             |
| Hasselblad H                   | 61,63                            | ?                          | 6×4,5 см                        | байонет                                                    | ?                                     |
| Leica S                        | ?                                | ?                          | 54×45 мм                        | байонет                                                    | С 2008 года                           |
| T2-mount («М42×0,75»)          | 55                               | 42                         | 24×36 мм                        | резьба                                                     | С 1962 года — современный вид T-mount |
| Topcon UV                      | 55                               | ?                          | 24×36 мм                        | байонет                                                    | c 1964 года                           |
| T-mount («М37×0,75»)           | 50,2                             | 37                         | 24×36 мм                        | резьба                                                     | 1957-1962                             |
| Praktina                       | 50                               | 46                         | 24×36 мм                        | накидное кольцо                                            | c 1952 года                           |
| Icarex                         | 48                               | ?                          | 24×36 мм                        | накидное кольцо                                            | 1966—1971                             |
| Байонет Contax N               | 48                               | ?                          | 24×36 мм                        | байонет                                                    | с 2001                                |
| Байонет Ц (Зенит-4)            | 47,58                            | 47                         | 24×36 мм                        | Вариант байонета DKL                                       | 1964—1968                             |
| Байонет Leica R                | 47,0                             | ?                          | 24×36 мм                        | байонет                                                    | С 1964 года                           |
| Байонет Nikon F                | 46,5                             | 44                         | 24×36 мм                        | трёхлепестковый байонет                                    | С 1959 года                           |
| Olympus OM                     | 46                               | ?                          | 24×36 мм                        | трёхлепестковый байонет с замком на объективе              | 1972—2002                             |
| Contarex                       | 46                               | ?                          | 24×36 мм                        | трёхлепестковый байонет                                    | 1958—1966                             |
| Rolleiflex SL35                | 45,6                             | ?                          | 24×36 мм                        | трёхлепестковый байонет                                    | ?                                     |
| Байонет Contax-Yashica         | 45,5                             | 48                         | 24×36 мм                        | трёхлепестковый байонет                                    | 1975—?                                |
| Байонет K                      | 45,5                             | 48,5                       | 24×36 мм                        | трёхлепестковый байонет                                    | С 1976 года                           |
| Altix                          | 45,5 наружный; 42,5 внутренний   | ?                          | 24×36 мм                        | накидное кольцо                                            | 1939—1959                             |
| Mamiya E/EF (ZE/CS)            | 45,5                             | 49                         | 24×36 мм                        | байонет                                                    | С 1980 года                           |
| Pentina                        | 45,5                             | ?                          | 24×36 мм                        | накидное кольцо                                            | С 1960 года                           |
| M42×1                          | 45,5                             | 42                         | 24×36 мм                        | резьба                                                     | С 1948 года                           |
| M37×1                          | 45,46                            | 37                         | 24×36 мм                        | резьба                                                     | c 1939                                |
| Зенит                          | 45,2                             | 39                         | 24×36 мм                        | резьба                                                     | 1953—1967                             |
| Exakta                         | 44,7                             | 38                         | 24×36 мм                        | Трёхлепестковый байонет                                    | —                                     |
| Байонет DKL                    | 44,7                             | 47                         | 24×36 мм                        | Включает центральный затвор и привод регулировки диафрагмы | С 1957 года                           |
| Байонет А (Minolta A / Sony α) | 44,50                            | 49.7                       | 24×36 мм                        | трёхлепестковый байонет                                    | С 1986 года                           |
| Rolleiflex SL35                | 44,46                            | —                          | 24×36 мм                        | байонет                                                    | 1970—1998                             |
| Praktica B                     | 44,40                            | 48,5                       | 24×36 мм                        | байонет                                                    | С 1980 года                           |
| M40×1                          | 44                               | 40                         | 24×36 мм                        | резьба                                                     | 1938—1947                             |
| Canon EF                       | 44                               | 54                         | 24×36 мм                        | трёхлепестковый байонет                                    | С 1987 года                           |
| Canon EF-S                     | 44                               | 54                         | 22,2×14,8 мм                    | трёхлепестковый байонет                                    | С 2004 года                           |
| Байонет Sigma SA               | 44                               | 44                         | 24×36 мм                        | байонет                                                    | С 1992 года                           |
| Байонет Киев-Автомат           | 44,0                             | 41                         | 24×36 мм                        | байонет                                                    | 1965—1985                             |
| Minolta SR/MC/MD               | 43,50                            | ?                          | 24×36 мм                        | трёхлепестковый байонет                                    | 1958—2001                             |
| Fujica X                       | 43,5                             | ?                          | 24×36 мм                        | трёхлепестковый байонет                                    | ?                                     |
| Petriflex                      | 43,5                             | ?                          | 24×36 мм                        | накидное кольцо                                            | С 1963 года                           |
| en:Rectaflex Rectaflex         | 43,4                             | ?                          | 24×36 мм                        | байонет                                                    | 1947—1958                             |
| M41,2x1                        | 42,05                            | 41,2                       | 24×36 мм                        | резьба                                                     | С 1947 года                           |
| Байонет Д                      | 42,0                             | 40,5                       | 24×36 мм                        | накидное кольцо                                            | С 1965 года                           |
| Canon R                        | 41,9                             | 48                         | 24×36 мм                        | накидное кольцо                                            | 1959—1964                             |
| Canon FL                       | 41,9                             | 48                         | 24×36 мм                        | накидное кольцо                                            | 1964—1971                             |
| Canon FD                       | 41,9                             | 48                         | 24×36 мм                        | накидное кольцо                                            | 1971—1990                             |
| Canon FDn                      | 41,9                             | 48                         | 24×36 мм                        | байонет                                                    | 1978—1990                             |
| Байонет Miranda                | 41,5                             | 44                         | 24×36 мм                        | четырёхлепестковый байонет с резьбой 44×1                  | 1954-1974                             |
| Konica F                       | 40,5                             | 40                         | 24×36 мм                        | байонет                                                    | 1960—1963                             |
| Konica AR                      | 40,5                             | ?                          | 24×36 мм                        | байонет                                                    | 1965—1988                             |
| Стандарт 4:3                   | 38,67                            | 50                         | 17,3×13 мм                      | байонет                                                    | С 2003 года                           |
| Alpa                           | 37,8                             | 48                         | 24×36 мм                        | байонет                                                    | —                                     |
| Hasselblad XPan                | 34,27                            | ?                          | 24×65 мм                        | байонет                                                    | c 1998 года                           |
| Байонет Contax-Киев RF         | 34,85 наружный; 31,85 внутренний | 49 наружный; 36 внутренний | 24×36 мм                        | наружный и внутренний байонет                              | 1932—1985                             |
| Байонет Contax G               | 28,95                            | ?                          | 24×36 мм                        | байонет                                                    | 1994—2005                             |
| Olympus Pen F                  | 28,95                            | ?                          | 24×18 мм                        | байонет                                                    | С 1963 года                           |
| M39×1/28,8                     | 28,8                             | 39                         | 24×36 мм                        | резьба                                                     | 1932—1995                             |
| Нарцисс                        | 28,8                             | 24                         | 14×21 мм                        | резьба                                                     | 1961—1965                             |
| Байонет Leica M                | 27,8                             | ?                          | 24×36 мм                        | четырёхлепестковый байонет                                 | С 1954 года                           |
| M39×1/27,5                     | 27,5                             | 39                         | 18×24 мм                        | резьба                                                     | 1967—1974                             |
| Байонет 110                    | 27                               | ?                          | 17×13 мм                        | байонет                                                    | С 1978 года                           |
| Байонет Fujifilm G             | 26,7                             | ?                          | 32,9×43,8 мм                    | байонет                                                    | С 2017 года                           |
| Samsung NX                     | 25,5                             | 42                         | 23,4×15,6 мм                    | байонет                                                    | С 2010 года                           |
| Canon RF                       | 20                               | 54                         | 24×36 мм                        | байонет                                                    | С 2018 года                           |
| Байонет L                      | 20                               | 51,6                       | 24×36 мм                        | байонет                                                    | С 2014 года                           |
| Микро 4:3 (Micro Four Thirds)  | 19,25                            | 44                         | 17,3×13 мм                      | байонет                                                    | С 2008 года                           |
| Canon EF-M                     | 18                               | 47                         | 22,3×14,9 мм                    | байонет                                                    | С 2012 года                           |
| Байонет E (Sony NEX)           | 18                               | 46,1                       | 24×36 мм                        | байонет                                                    | С 2010 года                           |
| Fujifim X                      | 17,7                             | 40,6                       | 23,6×15,6 мм                    | байонет                                                    | С 2012 года                           |
| Nikon 1                        | 17                               | ?                          | 13,2×8,8 мм                     | байонет                                                    | 2011—2018                             |
| Байонет Nikon Z                | 16                               | 55                         | 24×36 мм                        | четырёхлепестковый байонет                                 | С 2018 года                           |
| Pentax Q                       | 9,2                              | ?                          | 6,17×4,55 мм; 7,44×5,58 мм (Q7) | байонет                                                    | С 2011 и 2013 года                    |
| Samsung NX-M                   | 7,3                              | ?                          | 13,2×8,8 мм                     | байонет                                                    | ?                                     |

| Сравнительная таблица наиболее распространённых креплений киносъёмочных и ТВ-объективов | Сравнительная таблица наиболее распространённых креплений киносъёмочных и ТВ-объективов | Сравнительная таблица наиболее распространённых креплений киносъёмочных и ТВ-объективов | Сравнительная таблица наиболее распространённых креплений киносъёмочных и ТВ-объективов |
| Название                                                                                | Рабочий отрезок, мм                                                                     | Конструкция                                                                             | Производство                                                                            |
| --------------------------------------------------------------------------------------- | --------------------------------------------------------------------------------------- | --------------------------------------------------------------------------------------- | --------------------------------------------------------------------------------------- |
| Aaton Universal                                                                         | 40                                                                                      | трёхлепестковый байонет с накидной гайкой                                               | с 1974 года                                                                             |
| CA-1 (Eclair)                                                                           | 48                                                                                      | двухлепестковый байонет                                                                 | с 1947 года                                                                             |
| Красногорский байонет                                                                   | 52                                                                                      | двух- или четырёхлепестковый байонет                                                    | —                                                                                       |
| Arri Standard                                                                           | 52                                                                                      | четырёхлепестковый байонет с накидной гайкой                                            | с 1937 года                                                                             |
| Байонет Arri                                                                            | 52                                                                                      | байонет                                                                                 | с 1965 года                                                                             |
| Arri PL                                                                                 | 52                                                                                      | четырёхлепестковый байонет с накидной гайкой                                            | с 1982 года                                                                             |
| Arri Maxi PL                                                                            | 73,5                                                                                    | четырёхлепестковый байонет с накидной гайкой                                            | —                                                                                       |
| BNCR (Mitchell)                                                                         | 61,468                                                                                  | четырёхлепестковый байонет с накидной гайкой                                            | с 1967 года                                                                             |
| ОСТ-19 (СССР)                                                                           | 61                                                                                      | четырёхлепестковый байонет с накидной гайкой                                            | —                                                                                       |
| PV (Panavision)                                                                         | 57,15                                                                                   | четырёхлепестковый байонет с накидной гайкой                                            | с 1972 года                                                                             |
| Red One                                                                                 | 27,3                                                                                    | байонет                                                                                 | —                                                                                       |
| Bolex                                                                                   | 23,22                                                                                   | байонет с накидной гайкой                                                               | —                                                                                       |
| B4 (HDTV 2/3)                                                                           | 65,03 в стекле / 48,0 в воздухе                                                         | трёхлепестковый байонет                                                                 | —                                                                                       |
| 1/2 Sony                                                                                | 38                                                                                      | трёхлепестковый байонет                                                                 | —                                                                                       |
| 1/2 General                                                                             | 35,74                                                                                   | трёхлепестковый байонет                                                                 | —                                                                                       |
| М32×0,5                                                                                 | 31                                                                                      | резьба М32×0,5                                                                          | с 1966 года                                                                             |
| C                                                                                       | 17,526                                                                                  | резьба с шагом 32 витка на дюйм                                                         | с 1923 года                                                                             |
| CS                                                                                      | 12,526                                                                                  | резьба с шагом 32 витка на дюйм                                                         | —                                                                                       |
| D                                                                                       | 12,29                                                                                   | резьба с шагом 32 витка на дюйм                                                         | с 1965 года                                                                             |
| S                                                                                       | ~5                                                                                      | резьба М12×0,5                                                                          | —                                                                                       |

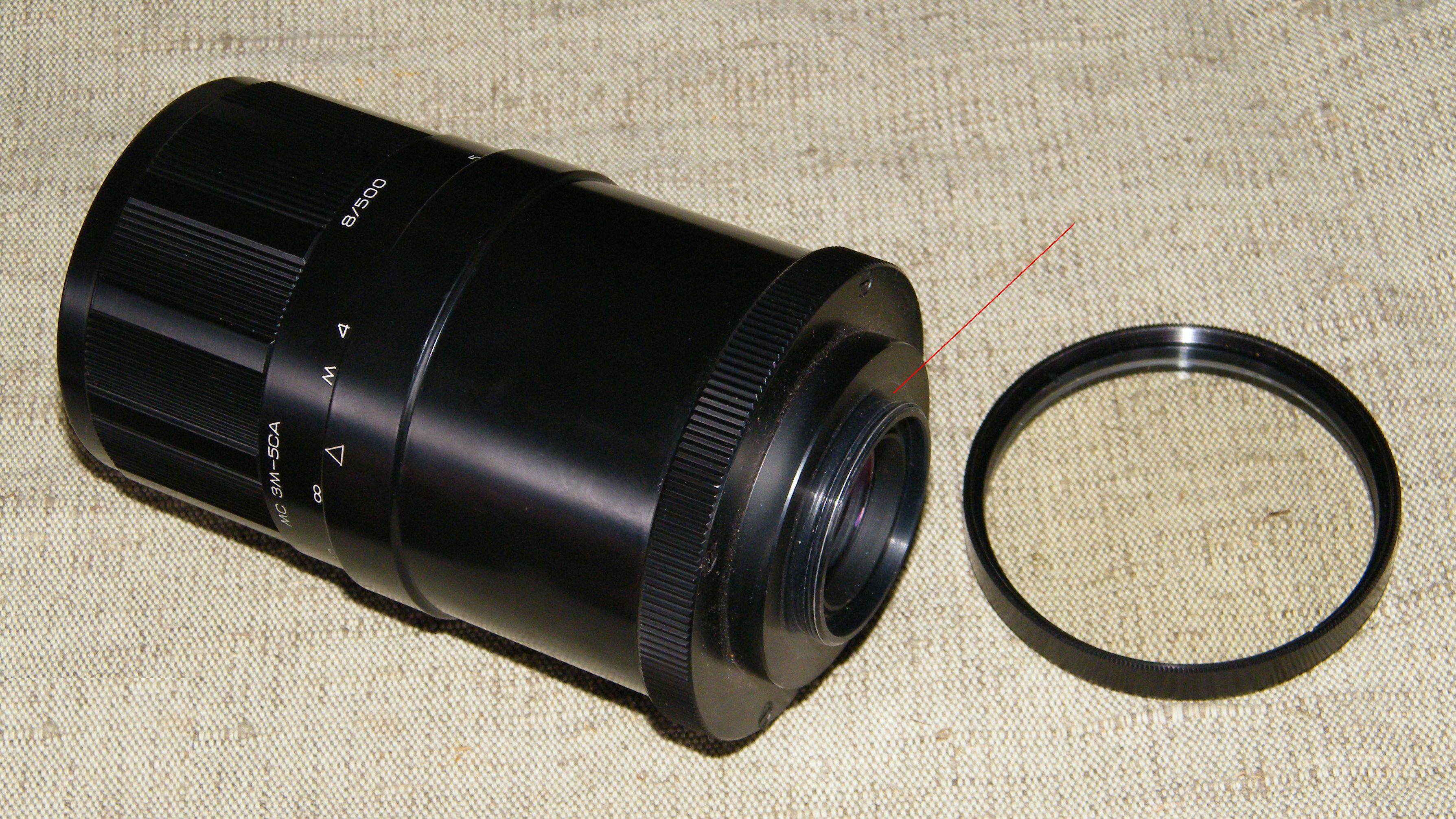
Объектив «МС ЗМ-5СА».
Опорная плоскость показана красной стрелкой

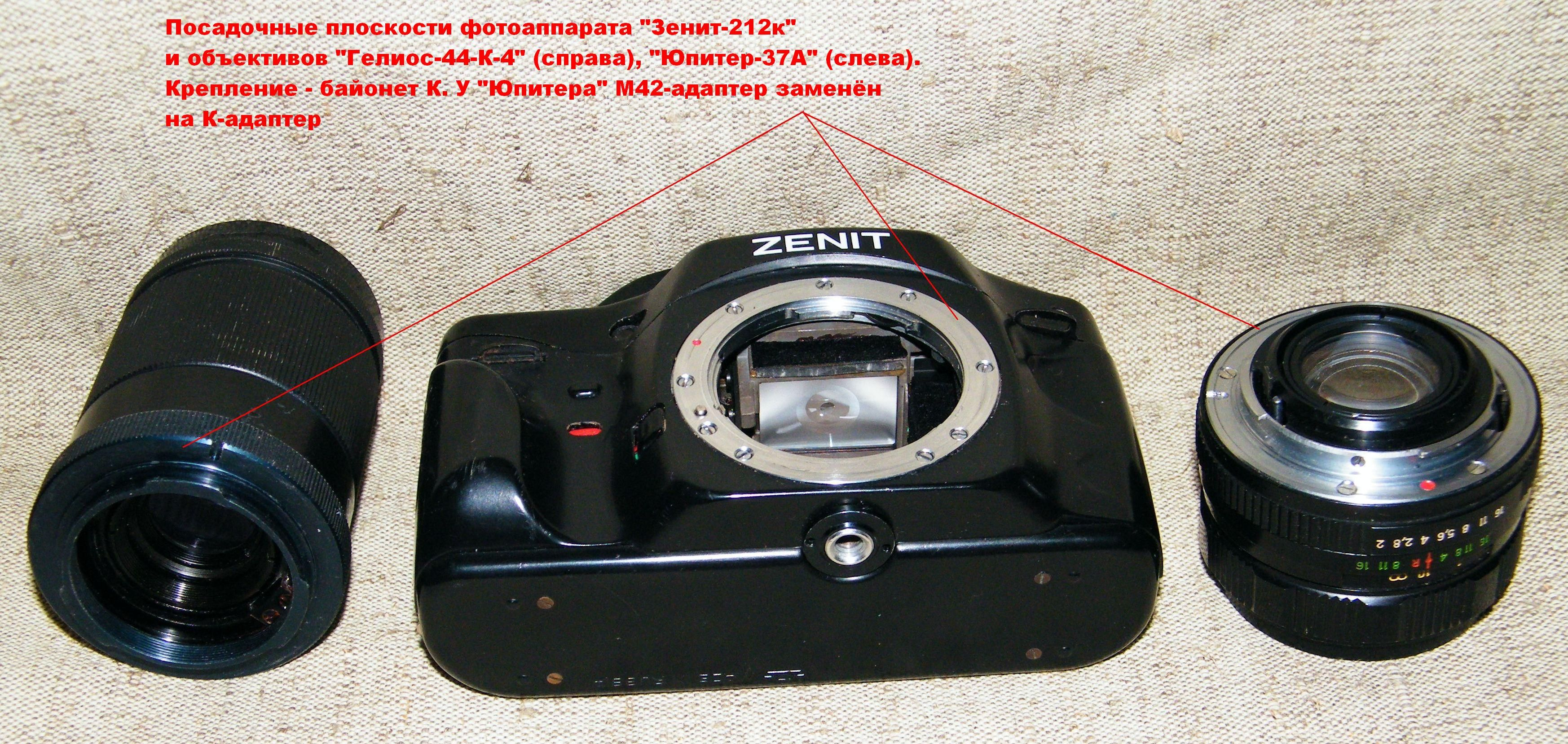
Опорные плоскости у сменных объективов и фотоаппарата с креплением «байонет K» («Зенит-212k»)

Рабочий отрезок прямо влияет на возможность установки объектива одной системы в камеру другой системы через переходник. Если рабочий отрезок объектива больше чем у камеры, то установка через переходник возможна. Если рабочий отрезок объектива меньше чем фотоаппарата, то при установке будет потеряна возможность фокусировки на бесконечность и будет сбита шкала дистанций фокусировки (так как объектив нужно переместить внутрь корпуса):
- объектив с креплением M42×1 может быть использован с камерами «Canon EOS» при наличии соответствующего переходника (который выступает над поверхностью камеры примерно на 1,5 мм)
- объектив с креплением M42×1 может быть установлен в камеру «Nikon» или «Киев-17», «Киев-19», «Киев-20» с байонетом F через переходник, но без вмешательства в оптическую схему будет потеряна возможность фокусировки на бесконечность. Для этого используются переходники с корректирующей линзой.
- объектив с креплением M39×1/45,2 может быть установлен в фотоаппарат с резьбой M42×1, но здесь также будет потеряна фокусировка на бесконечность (однако лишние 0,3 мм можно удалить с регулировочной прокладки объектива и таким образом исправить фокусировку).
- Объективы с байонетом В через переходник могут быть установлены на фотоаппараты с байонетом Б. Имеются переходники, позволяющие устанавливать объективы от среднеформатных фотоаппаратов на малоформатные зеркальные фотоаппараты.

Чтобы получить представление о величине рабочего отрезка можно провести такой опыт:
- встать в тёмной комнате или затемнённой её части
- взять объектив, сфокусированный на бесконечность и навести его через окно на предмет на улице, находящийся на бесконечно большом расстоянии

На фокусировочном кольце «бесконечность» обозначается знаком {\displaystyle \infty }. «Бесконечно большое расстояние» зависит от фокусного расстояния и диафрагмирования объектива (см. также Глубина резко изображаемого пространства и Пятно рассеяния). Так, для сверхширокоугольных объективов «бесконечность» может наступить уже на расстоянии нескольких метров до объекта съёмки, для длиннофокусных, особенно зеркально-линзовых объективов, например «МТО-11» с фокусным расстоянием 1 метр, бесконечно большое расстояние до объекта съёмки уже сотни метров.
- подвести лист бумаги к задней части объектива на расстояние, равное рабочему отрезку (измерять от опорной плоскости объектива до листа бумаги)
- на листе бумаги должно появиться достаточно чёткое изображение предмета, находящегося на бесконечно большом расстоянии

## Система окуляра
В биноклях, телескопах, оптических прицелах и других системах с окуляром под рабочим отрезком понимается  вынос выходного зрачка — расстояние от поверхности задней линзы до глаза.
В оптических прицелах вынос выходного зрачка достаточно велик — примерно 40 мм для российской техники и 70 мм для зарубежной. Это сделано для предупреждения травм глаза при отдаче оружия.
В биноклях, телескопах и микроскопах вынос выходного зрачка составляет порядка 5—20 мм.